# Bodie (Kalifornie)
Bodie je zaniklé město ve Spojených státech amerických. Nachází se v okrese Mono County na východě Kalifornie, nejbližším sídlem je Bridgeport. Je obklopeno pohořím Bodie Hills a má nadmořskou výšku 2554 metrů.
Zlatokopecký tábor zde založil v roce 1859 W. S. Bodey, podle něhož bylo místo pojmenováno. Díky bohatým nalezištím zlata zde po roce 1876 vyrostlo město, které mělo na vrcholu slávy až sedm tisíc obyvatel. Byla také vybudována železnice do Mono Mills. Bodie mělo šedesát pět saloonů a bylo proslulým centrem hazardu a prostituce, míra pouliční kriminality patřila k nejvyšším v zemi.
Po vyčerpání ložisek v osmdesátých letech 19. století se začalo Bodie postupně vylidňovat. V roce 1910 se zde uvádí 698 obyvatel. Roku 1932 bylo město poškozeno velkým požárem. Za druhé světové války byl kvůli ztrátovosti uzavřen poslední důl a také byla zrušena místní pošta. Sčítání v roce 1950 uvádí město jako opuštěné.
V Bodie se díky suchému horskému vzduchu zachovalo 170 dřevěných budov z období zlaté horečky. Město bylo v roce 1961 vyhlášeno National Historic Landmark jako ukázka života na Divokém Západě a stalo se turistickou atrakcí, která přiláká ročně okolo 200 000 návštěvníků.